# Електрични генератор
Електрични генератор је обртна електрична машина која претвара механичку енергију у електричну енергију. Обрнути процес, претварање електричне енергије у механичку енергију, врши се електромоторима. 
Фундаментални принцип је да се у затвореном проводнику који се налази у променљивом магнетском пољу индукује електрична струја. 
Обртни део, као и код електромотора, назива се ротор, а непомични - статор. Ротор се обрће пошто га погони погонска машина. Извори механичке енергије су најчешће водене и парне турбине.
Код генератора електричне струје, принципијелно разликујемо две врсте:
- динамо - генератор једносмерне струје
- алтернатор - генератор наизменичне струје

## Електро-агрегат
Електро-агрегат (или само агрегат) је уређај који служи за производњу електричне енергије, обично помоћу СУС мотора. Као погонско гориво користе нафту или нафтне деривате.
Агрегат се користи најчешће у домаћинствима али и у привреди, чији живот и пословање зависе од константног располагања електричном струјом, а где постоји ризик од нестанка струје због кварова на мрежи или других разлога.